# Sergei Wassiljewitsch Djudjajew
Sergei Wassiljewitsch Djudjajew (russisch Сергей Васильевич Дюдяев; * 25. Januar 1962 in Rjasan) ist ein ehemaliger sowjetischer Ringer. Er war 1986 Welt- und Europameister im griechisch-römischen Stil im Fliegengewicht.

## Werdegang
Sergei Djudjajew war Angehöriger der Roten Armee und Mitglied des Armeesportklubs SKA Rostow. Wie alle guten Ringer begann er schon als Jugendlicher mit dem Ringen und konzentrierte sich dabei auf den griechisch-römischen Stil. Er rang Fliegengewicht, der Gewichtsklasse, die zu seiner Zeit ihr Gewichtslimit bei 52 kg Körpergewicht hatte.
Im Jahre 1983 wurde er bei der Europameisterschaft in Budapest eingesetzt und belegte dort im Fliegengewicht hinter dem erfahrenen Lajos Rácz aus Ungarn, aber vor Roman Kierpacz, Polen, Mladen Mladenow, Bulgarien und Constantin Alexandru aus Rumänien den 2. Platz.
In den nächsten Jahren konnte er sich in der UdSSR nicht durchsetzen. 1984 und 1985 vertraten im Fliegengewicht Benur Paschajan und Minseit Tasetdinow die sowjetischen Fahnen bei den internationalen Meisterschaften.
Im Jahre 1986 wurde er sowjetischer Meister im Fliegengewicht und gestaltete dieses Jahr zu seinem. Zunächst wurde er in Athen Europameister und besiegte dabei im Endkampf Mihai Cișmaș aus Rumänien mit 5:3 techn. Punkten. Auch bei der Weltmeisterschaft des gleichen Jahres in Budapest setzte er sich durch. Hier besiegte er im Finale den Weltmeister von 1985 Jon Rønningen aus Norwegen und ließ auch den Olympiasieger von 1984 Atsuji Miyahara aus Japan hinter sich.
1987 musste Sergei Djudjajew erkennen, dass ein Weltmeistertitel in der damaligen Sowjetunion kein Garant für eine lange Karriere darstellt. Er wurde nie mehr sowjetischer Meister und kam deshalb auch zu keinen weiteren Einsätzen bei den internationalen Meisterschaften mehr. 1987 starteten für die UdSSR im Fliegengewicht Andrij Kalaschnykow bei der Europameisterschaft und Alexander Ignatenko bei der Weltmeisterschaft.

## Internationale Erfolge
| Jahr | Platz | Wettbewerb                                                          | Gewichtsklasse | |
| 1983 | 2.    | EM in Budapest                                                      | Fliegen        | hinter Lajos Rácz, Ungarn, vor Roman Kierpacz, Polen, Mladen Mladenow, Bulgarien und Constantin Alexandru, Rumänien |
| 1986 | 1.    | Großer Preis der Bundesrepublik Deutschland in Freiburg im Breisgau | Fliegen        | vor Tibor Jankovics, CSSR, Okawa, Japan und Mihai Cișmaș, Rumänien                                                  |
| 1986 | 1.    | EM in Athen                                                         | Fliegen        | vor Mihai Cișmaș, Jon Rønningen, Norwegen und Stanislaw Wroblewski, Polen                                           |
| 1986 | 1.    | WM in Budapest                                                      | Fliegen        | vor Jon Rønningen, Atsuji Miyahara, Japan und Walentin Krumow, Bulgarien                                            |

Anm.: alle Wettbewerbe im griechisch-römischen Stil, WM = Weltmeisterschaft, EM = Europameisterschaft, Fliegengewicht, damals bis 52 kg Körpergewicht